# Le Moutaret
Le Moutaret település Franciaországban, Isère megyében. Lakosainak száma 254 fő (2022. január 1.). Le Moutaret Saint-Maximin, La Chapelle-Blanche, Détrier, Allevard és La Chapelle-du-Bard községekkel határos.

## Népesség
A település népességének változása:
| Lakosok száma | 129  | 128  | 142  | 198  | 240  | 253  | 261  | 264  | 261  | 254  |
|               | 1968 | 1982 | 1990 | 2006 | 2013 | 2015 | 2017 | 2019 | 2020 | 2022 |